# Amathillopsis affinis
Amathillopsis affinis är en kräftdjursart. Amathillopsis affinis ingår i släktet Amathillopsis och familjen Amathillopsidae. Inga underarter finns listade i Catalogue of Life.